# دایملر-بنتس دی‌ب ۶۰۱
دایملر-بنز دی‌بی ۶۰۱ (به انگلیسی: Daimler-Benz DB 601) یک موتور هواگرد ساختِ کارخانهٔ دایملر-بنز در کشور آلمان است.